# Max Udo Kasparek
Maximilian Udo Kasparek (Max; Malý Domanín, Morvaország, 1903. szeptember 5. - Landshut (?), 1961. vagy előtte) csehszlovákiai német, később a Bajor Mezőgazdasági Egyesület (Bayerischer Bauernverband) agrárreferense.

## Élete
1935-től a Kárpáti Német Párt (Deutsche Partei) németprónai Önkormányzati, majd Mezőgazdasági és Erdőgazdasági Hivatalának vezetője lett. 1939 végén összekülönbözött a párt vezetőivel, majd hivatalaitól megfosztották és kizárták a pártból.
Ex librisét Ernst August Potuczek-Lindenthal készítette.

## Művei
- 1934 Vorgeschichtliche Funde aus der Slowakei. Sudeta, X, 29-30
- 1935 Tschermany - eine plattdeutsche Sprachinsel der Slowakei. Der Dorfbote (Böhmisch-Budweis) 23/6.
- 1937 Die Deutschen von Demandice in der Südslowakei. In: Deutsche Stimmen 4/28
- 1941 Karpatendeutsche Wanderarbeiter - Ein Problem der deutschen Volksgruppe in der Slowakei. Deutsche Arbeit 41, 77-81
- 1941 Die Landwirtschaft der Slowakei in Zahlen. Internationale Agrar-Rundschau 4, 31-34
- 1941 Das Archiv der Stadt Kremnitz. Karpathenland 12/2
- 1942 Die jüngsten Tochtersiedlungen der Kremnitz-Deutsch-Probener Sprachinsel. Karpathenland 12/3-4, 334-344
- 1944 Professor dr. Adolf Hölzel.
- 1953 Eisenkeierlnest – 20 Tänze aus Niederbayern (tsz.)
- 1953 Singende Scholle – Lieder in dreistimmigen Sätzen f. d. Landjugend (tsz.)
- 1955 Ein Germanengrab von Augezd bei Müglitz in Mähren. Heimatjahrbuch Ostsudetenland 3, 65-67
- 1956 Fränkische Gräber aus Neutra. Karpaten-Jahrbuch 7
- 1956 Frühmittelalterliche Eisengewinnung in Nordmähren. Heimatjahrbuch Ostsudetenland 4
- 1956 Candid Huber (1747-1813). Bericht des Naturwissenschaftlichen Vereins Landshut 22, 44-47
- 1956 Zur Tracht der Wiedertäufer in Mähren und der Slowakei. Südostdeutsche Heimatblätter 1956, 91-95
- 1957 Beziehungen Bayerns zu Mähren. Der Familienforscher in Bayern, Franken und Schwaben 2 (1955/57), 156-158
- 1958 Zur Geschichte des Auers (Bos primigenius Bojanus). Bericht des Naturwissenschaftlichen Vereins Landshut 23, 14-23
- 1958 Stand der Forschung über den Hufenbeschlag des Pferdes. Zeitschrift für Agrargeschichte und Agrarsociologie 6/1, 38-42
- 1958 Die Habanerhöfe in Südmähren. Südmährisches Jahrbuch 1957, 92-94
- 1958 Die mittelalterlichen Loschitzer Tonbecher. Heimatjahrbuch Ostsudetenland 5, 37-38
- 1959 Als Säer wir kamen. Deutsches Leben in den Karpaten
- 1959 Irdenware aus der Regensburger Judenstadt. Ostbairische Grenzmarken - Passauer Jahrbuch für Geschichte, Kunst und Volkskunde III. Institut für ostbairische Heimatforschung Passau, 212-215.
- 1960 Umfrage zu „Brotbereitung in Niederbayern“. Quellen zur Alltagskultur im Institut für Volkskunde[4]
- 1960 Die „Getraidemühle", eine Oberpfälzer Erfindung? Die Oberpfalz 48, 125-127
- 1960 Arl und Pflug im Kuhländchen. Jahrbuch f. Volkskunde d. Heimatvertriebenen 1959/60, 264-269
- 1961 Keramik aus Regensburg aus dem 11.—17. Jahrhundert. Verhandlungen des historischen Vereins für Oberpfalz und Regensburg 101, 189-192
- 1961 Zur Geschichte des Pfluges in der Oberpfalz und dem Egerland. Die Oberpfalz 49, 51-55
- 1964 Votivgaben und Mirakelbücher als Quellen der Haustierforschung. Bericht des Naturwissenschaftlichen Vereins Landshut 24, 85-94
- 1967 Arl und Pflug in Niederbayern. Bayerisches Jahrbuch für Volkskunde 1966-1967, 138-154
- 1967 Der Burgstall bei Moos, Landkreis Vilshofen. Ostbairische Grenzmarken 9, 189-200